# Brigittenauer AC
Brigittenauer AC is een Oostenrijkse voetbalclub uit Brigittenau, een stadsdeel van de hoofdstad Wenen.

## Geschiedenis

### FC Ostmark Wien
FC Ostmark Wien werd in 1910 opgericht. Na het einde van de Eerste Wereldoorlog promoveerde de club naar de 2de klasse. Na een 7de plaats in het eerste seizoen werd de club kampioen en promoveerde naar de hoogste klasse. Dit werd echter de eerste tegenslag voor de club.
Ostmark kon slechts 6 wedstrijden winnen (op 24) en werd laatste in de rangschikking, enige troostprijs dat jaar was een 5-3 zege tegen Rapid Wien, de club van het land op dat moment. Het volgende seizoen in de 2de klasse domineerde de club met 16 gewonnen wedstrijden op 20 en promoveerde terug naar de 1ste klasse. In een vriendschappelijke wedstrijd tegen het Hongaarse Boedapest Torna Club won Ostmark met 2-1. Het nieuwe seizoen in eerste eindigde echter nog dramatischer als het vorige met 2 overwinningen op 22 wedstrijden. Nadat de club de promotie miste het volgende seizoen sloeg Ostmark de handen ineen met SC Donaustadt en vormde zo Brigittenauer AC.

### SC Donaustadt
SC Donaustadt werd in 1905 in het Weense stadsdeel Donaustadt opgericht. Bij het allereerste officiële voetbalkampioenschap in Oostenrijk 1911/12 speelde de club in de Wiener 2. Klasse A (de 2de klasse). De club eindigde in de subtop en werd kampioen in 1916/17 met 3 punten voorsprong op Hakoah Wien maar wegens de Eerste Wereldoorlog was er geen degradatie en promotie. Ook het volgende seizoen was de club dit lot beschoren, een titel zonder promotie als gevolg. In de beker werd wel de halve finale bereikt waar Floridsdorfer AC te sterk was (1-2). In de volgende jaren toen promotie weer mogelijk was slaagde de club er echter niet in te promoveren.
SC deed wel nog mee voor de titel maar slaagde er niet in deze te winnen. In 1921 had Ostmark Wien, de latere fusiepartner, slechts 2 punten voorsprong. Nadat in 1924 de 2de klasse ook professioneel werd degradeerde de club vrijwillig naar de 3de klasse en veranderde de naam in Brigittenauer, na één seizoen fusioneerde de club met Ostmark.

### Opmars van Brigittenauer AC
De fusieclub die 1905 als oprichtingsjaar ziet, het jaar dat SC Donaustadt opgericht werd begon erg sterk aan de competitie en werd ongeslagen kampioen van de 2de klasse. Ook in de hoogste klasse liet BAC weten niet met zich te laten sollen en domineerde de competitie, enkel op het einde werd de club ingehaald door Admira Wien. Op de laatste speeldag waren alle kansen nog open en alsof het zo had moeten zijn was Admira de tegenstander, BAC stond slechts 1 punt achter en bij een overwinning was de titel binnen. Admira liet echter niets heel van de club en won met 5-0.

### Terugslag en heropstanding
In 1928 werd de derde laatste plaats behaald en degradatie werd net vermeden. Het volgende seizoen kon dit niet meer vermeden worden en BAC werd laatste. Terug in de 2de klasse werd het oude niveau weer aangeknoopt en BAC scoorde 126 keer in 26 wedstrijden. Dit was echter maar genoeg voor de 2de plaats achter SK Slovan Wien. In 1931 werd wel weer de titel behaald en men scoorde zelfs nog een goaltje meer als het vorige seizoen. 
Na een 7de plaats werd de club in 1933 opnieuw laatste en moest degraderen. In de beker was het echter een heel ander verhaal, nadat de club in de eerste rondes SC Burgtheater en Gersthof-Währing opzij zette trof de club Hakoah Wien in de kwartfinale. Na een 1-1 stand werden verlengingen gespeeld waarin BAC vier keer kon scoren. In de halve finale was Wiener Sport-Club de tegenstander en na 4-4 na verlengingen werd een replay gespeeld, in de 85ste minuut scoorde BAC en stootte zo door naar de finale. Daar wachtte het grote Austria Wien dat met een simpele 1-0 de zege binnenhaalde. 

### Ondergang
Na de degradatie werd de eerste ploeg tijdelijk geschrapt. In de jaren 40 speelde de club nog even in de tweede klasse maar verdween dan in de anonimiteit. In 1972 fusioneerde de club met SCR Hochstädt, maar ook deze fusie kreeg de club niet meer op gang.

## Erelijst
- Vicekampioen
  - 1927
- ÖFB Pokal
  - Finalist: 1933